# Meritxell Batet

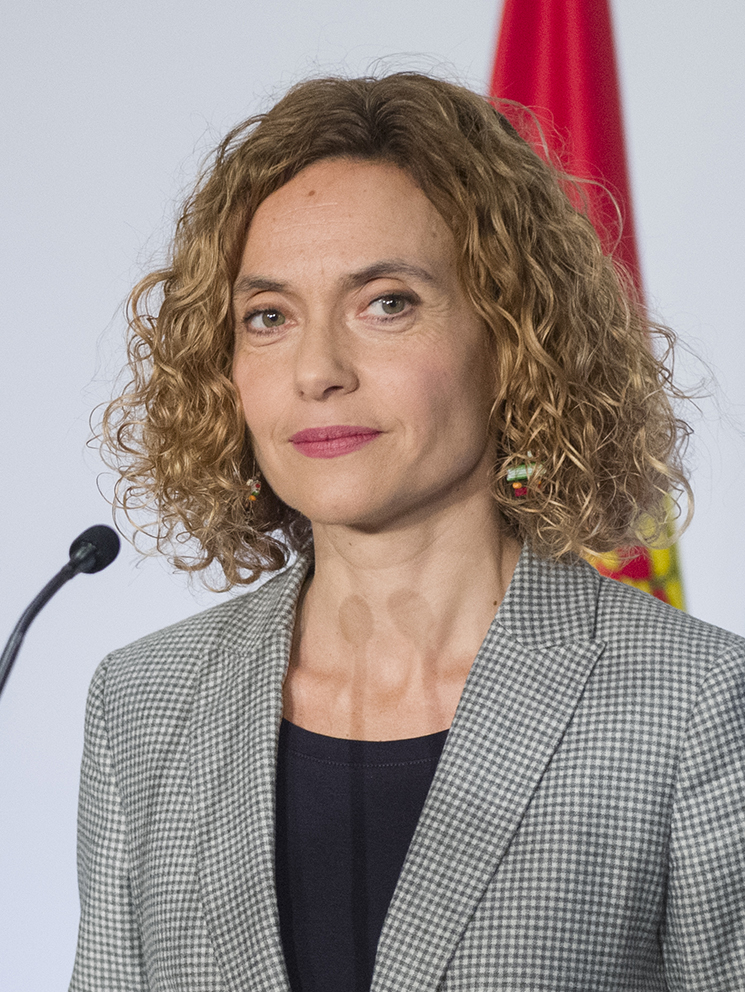
Meritxell Batet (2018)

Meritxell Batet Lamaña (katalanische Aussprache: [məɾiˈtʃeʎ βəˈtɛt]; geboren am 19. März 1973) ist eine spanische Juristin und Politikerin, die der Sozialistischen Partei Kataloniens angehört. Seit 2004 ist sie Abgeordnete im Congreso de los Diputados, dem Unterhaus des spanischen Parlamentes. Von 21. Mai 2019 bis zum 16. August 2023 fungierte sie als Präsidentin des Abgeordnetenhauses. Zuvor war sie von Juni 2018 bis Mai 2019 Ministerin für Territorialpolitik und öffentlichen Dienst der spanischen Regierung. Sie lehrte als Professorin für Verfassungsrecht an der Universität Pompeu Fabra.

## Frühe Jahre und akademische Laufbahn
Batet besuchte die Gravi-Schule in Barcelona und besuchte mit Hilfe von Stipendien die Universität. 1995 schloss sie ihr Jurastudium an der Universität Pompeu Fabra ab, wo sie auch ein Doktoratsstudium absolvierte, das sie mit der Dissertation Partizipation, Deliberation und Transparenz in den Institutionen und Organen der Europäischen Union abschloss. Im Jahr 1998 absolvierte sie einen Aufbaustudiengang in Immobilien- und Stadtentwicklungsrecht an der IDEC. Im Jahr 2013 präsentierte sie das Dissertationsprojekt mit dem Titel Das Subsidiaritätsprinzip in Spanien.
Von 1995 bis 1998 war sie Dozentin für Verwaltungsrecht an der Universität Pompeu Fabra und bis zu ihrer Ernennung zur Ministerin im Jahr 2018 Professorin für Verfassungsrecht. Im Jahr 2007 erhielt sie ein German Marshall Stipendium, um einen Aufenthalt in den Vereinigten Staaten aufrechtzuerhalten.

## Mitglied der Abgeordnetenkammer
Ihren ersten Kontakt mit der Politik hatte sie während ihrer Studienzeit. In verschiedenen Interviews erklärte sie, dass, als sie ein Stipendium der Generalitat erhielt, um an der Universität zu promovieren, ihr Doktorvater, Josep Mir, ihr erzählte, dass Narcís Serra, der damalige erste Sekretär der PSC, jemanden für die Koordination seines Sekretariats suchte, der kein Militanter war. Batet arbeitete zwei Jahre lang mit ihm zusammen. Von 2001 bis 2004 leitete sie die Stiftung Carles Pi i Sunyer für autonome und lokale Studien.
Im Jahr 2004 kandidierte sie als Unabhängige auf dem neunten Platz der Liste der Sozialistischen Partei Kataloniens für den Abgeordnetenkongress unter dem Vorsitz von José Montilla und wurde als Abgeordnete für Barcelona gewählt. Im Jahr 2008 trat sie der PSC bei, wo sie in der Gruppe Gràcia des Verbandes von Barcelona arbeitet.
Bei den Parlamentswahlen von 2008 besetzte sie die elfte Position der Liste für Barcelona und erneuerte ihren Sitz bei den Parlamentswahlen von 2011, wo sie die Position acht erreichte.
Im Februar 2013 verstieß sie zusammen mit anderen Mitgliedern der PSC gegen die Abstimmungsdisziplin der Sozialistischen Fraktion, indem sie im Abgeordnetenkongress für die beiden von CiU und La Izquierda Plural (IU-ICV / EUiA-CHA) vorgelegten Initiativen stimmte, die die Durchführung eines Referendums in Katalonien über dessen künftige Beziehungen zum übrigen Spanien ermöglichen sollten. Die sozialistische Fraktion bestrafte undisziplinierte Abgeordnete mit einer Geldstrafe von 600 Euro.
Im Juli 2014 wurde sie zur Sekretärin für Studien und Programme in der Bundesvorstandskommission der PSOE ernannt und trat damit ihre erste organische Position an.
Bei den Parlamentswahlen 2015 war sie die Nummer zwei auf der PSOE-Liste für Madrid, obwohl sie zusammen mit Generalsekretär Pedro Sánchez eine militante PSC-Kämpferin war. Sánchez beauftragte sie nicht nur mit der Koordinierung des Wahlprogramms für die Wahlen, sondern auch mit der Koordinierung des Expertenteams, das seinen Vorschlag für die Reform der Verfassung ausarbeitet.
Im Februar 2016 war sie eine der Personen, die von Sánchez ausgewählt wurden, um mit anderen politischen Kräften zu verhandeln und ein alternatives Regierungsbündnis zur PP zu bilden.
Im April 2016 erklärte sie sich bereit, die PSC-Liste für Barcelona bei den für Juni anberaumten allgemeinen Wahlen anzuführen, nachdem Carme Chacón zurückgetreten war, um erneut zu kandidieren. Im Mai 2016 wurde bestätigt, dass Batet nach dem Rücktritt von Carles Martí ohne Vorwahlen kandidieren würde, um eine alternative Kandidatur vorzuschlagen. Sie war eine der 15 PSOE-PSC-Abgeordneten, die gegen die Amtseinführung von Mariano Rajoy nach den Wahlen stimmten.

## Ministerin für Territorialpolitik und den öffentlichen Dienst
Im Juni 2018, nach dem Misstrauensantrag, den die PSOE gegen die vorherige Regierung von Mariano Rajoy (PP) eingereicht hatte und der am 1. Juni vom Abgeordnetenhaus angenommen wurde, ernannte der neue spanische Ministerpräsident Pedro Sánchez sie zur Ministerin in der neuen spanischen Regierung.
Felipe VI. ernannte sie am 6. Juni per königlichem Dekret offiziell zur Ministerin für Territorialpolitik und öffentlichen Dienst. Am 7. Juni trat sie ihr Amt als Ministerin vor dem König im Palast von Zarzuela an. Auf Ersuchen des Premierministers und um sich ausschließlich auf die Regierungsarbeit zu konzentrieren, legte Batet am 15. Juni nach mehr als 14 Dienstjahren ihr Mandat im Parlament nieder.
Sie trat am 20. Mai 2019 zurück, um die Leitung der Congress of Deputies zu übernehmen.

## Präsidentin des Congress of Deputies
Batet wurde bei den Parlamentswahlen im April 2019 erneut zum Mitglied des Abgeordnetenhauses gewählt. Am 17. Mai 2019 gab die Sozialistische Partei, die aus den Parlamentswahlen als Siegerin hervorgegangen war, bekannt, dass sie Batet als Kandidatin für das Amt des nächsten Präsidenten des Unterhauses aufstellen würde.
Die Eröffnungssitzungen der Cortes Generales fanden am 21. Mai statt, und wie erwartet wurde Batet zur Präsidentin gewählt. Batet wurde dank der Unterstützung ihrer Partei, der linksgerichteten Unidas Podemos, und anderer Minderheitenparteien wie der Baskischen Nationalistischen Partei, Compromís, der Kanarischen Koalition und der Regionalistischen Partei Kantabriens gewählt.
Die 13. Cortes Generales wurden am 24. September 2019 aufgelöst, da eine Regierungsbildung nicht möglich war. Batet wurde bei den Parlamentswahlen im November 2019 wiedergewählt und die Sozialistische Partei stellte sie als Kandidatin für das Amt der Parlamentspräsidentin auf. Im Dezember 2019 erhielt sie erneut das Vertrauen des Unterhauses und wurde als Vorsitzende des Abgeordnetenhauses wiedergewählt. Dieses Amt hatte sie bis zum 16. August 2023 inne.
Im August 2023 verzichtete Batet „aus persönlichen Gründen“ darauf, erneut bei der Wahl zur Präsidentin des Unterhauses zu kandidieren.

## Privates
Im August 2005 heiratete sie den Abgeordneten José María Lassalle, mit dem sie zwei Zwillingstöchter hat. Im Mai 2016 ließen sie sich scheiden.
Seit 2019 hat Batet eine Beziehung mit dem ehemaligen Justizminister und Verfassungsrichter Juan Carlos Campo (* 1961).